# حكومة تايلاند
حكومة تايلاند أو الحكومة الملكية التايلاندية هي الدولة المركزية لمملكة التايلاند. برزت البلاد كدولة قومية حديثة بعد تأسيس سلالة شاكري ومدينة بانكوك في عام 1782. لكن الثورة السيامية وضعت حداً للملكية المطلقة واستبدلتها بملكية دستورية. منذ ذلك الحين، تعاقب على حكم البلاد سلسلة من القادة العسكريين الذين وضعوا قبضتهم عليها بعد انقلابات متعددة، كان آخرها انقلاب تايلاند 2014 في شهر مايو، تخللتها فترات من الديمقراطية. بفعل الانقلاب تم إلغاء دستور 2007 (الذي صاغه مجلس عينته القوات المسلحة الملكية التايلاندية، وتمت الموافقة عليه من خلال استفتاء) من قبل انقلابيي عام 2014 الذين كانوا يديرون البلاد كدكتاتورية عسكرية.
توفرت التايلاند على سبعة عشر دستورا. بالرغم من ذلك، ظل الهيكل الأساسي للحكومة كما هو. حيث تتألف حكومة تايلاند من ثلاثة فروع: السلطة التنفيذية والتشريعية والقضائية. تتركز جميع فروع الحكومة في بانكوك، عاصمة تايلاند في نظام برلماني. منذ مايو 2014 حتى عام 2019، يحكم التايلاند المجلس العسكري المسمى المجلس الوطني للسلام والحفاظ على النظام، الذي ألغى جزئياً دستور 2007، وأعلن الأحكام العرفية وحظر التجوال والتجمعات السياسية في جميع أنحاء البلاد، واعتقل الناشطين السياسيين والمناهضين للانقلاب. كما فرض رقابة على الإنترنت وسيطرة على وسائل الإعلام.
في 24 مارس 2019، صوّتت التايلاند في الانتخابات العامة التايلاندية عام 2019، ودعمت نشر الرأي عبر العديد من الأحزاب السياسية التي تتنافس على مقاعد الحكومة. سيتم الإعلان عن النتائج رسميًا في 9 مايو 2019.

## السلطة التشريعية
تم تأسيس السلطة التشريعية أو (البرلمان التايلاندي) لحكومة البلاد لأول مرة من خلال نص الدستور «المؤقت» لعام 1932. واجتمع المجلس لأول مرة في 28 يونيو 1932 في قاعة عرش أنانتا سمخوم.
وتتكون الجمعية الوطنية التايلندية التي تعتبر الهيئة التشريعية من مجلسين : مجلس الشيوخ ومجلس النواب. اتخذ الفرع التشريعي شكله الحالي في عام 2007. ويضم المجلس الوطني 630 عضوًا. يجتمع كلا مجلسي الجمعية الوطنية في البرلمان التايلاندي.

## السلطة التنفيذية
منذ عام 1932، كان رئيس الحكومة التايلاندية رئيسًا للوزراء التايلانديين، وعادة ما يكون زعيم أكبر حزب أو أكبر ائتلاف في مجلس النواب بالبرلمان.
يتم اختيار رئيس الوزراء وفقًا للدستور، أولاً عن طريق انتخاب مجلس النواب، ثم يتم تعيينه رسميًا بواسطة الملك.

## السلطة القضائية
يتكون القضاء التايلاندي من أربعة أنظمة مختلفة: المحكمة العسكرية (التي وسعت سلطتها منذ 22 مايو 2014)، ونظام محكمة العدل ونظام المحكمة الإدارية والمحكمة الدستورية.

## النظام القانوني
يمزج النظام القانوني في تايلاند بين القوانين التقليدية التايلاندية والغربية. غالبًا ما يتم إساءة استخدام القوانين ذات المصادر الغربية وإفسادها. وتعتبر القوانين «التايلاندية» التقليدية نتاجا للقوانين الهندوسية البراهمينية التي كانت تستخدمها إمبراطورية الخمير الصينية. وعليه فلا يوجد أي تجديد في النظام القانوني التايلاندي.
يصنف القانون التايلاندي جريمة القذف والتشهير بالجرائم الجنائية عوض الجرائم المدنية.
لطالما تعرض النظام القانوني التايلاندي في كثير من الأحيان لانتقادات لاذعة من قبل الدول الأخرى بسبب اختلال نظامه الزجري حيث يفرض عقوبات بالسجن مدى الحياة أو الإعدام لجرائم تتعلق بحيازة المخدرات أو تهريبها، مقابل عقوبات مخففة على جرائم مثل الإرهاب وسوء المعاملة الزوجية حتى وإن أدت إلى وفاة الزوج.
بموجب القانون يحق للمتهمين جنائياً الحصول على مترجم معتمد من المحكمة أثناء الجلسة إذا لم يتمكنوا من ذلك. يجب تقديم الطعون إلى المحكمة الابتدائية خلال اجل ثلاثين يومًا من تاريخ قراءة الحكم وتوقيعه وإصداره. لا توجد هيئات محلفين في المحاكمات. يمكن قبول المواطنين التايلانديين فقط في نقابة المحامين ويمكنهم التدرب أمام المحاكم. يجب أن يحمل المحامون بطاقة نقابة المحامين الحالية الصفراء عندما يكونون في المحكمة وقد يُطلب منهم تقديمها عند الطعن.
في المقاطعات الحدودية الجنوبية لتايلاند، حيث يشكل المسلمون غالبية السكان، تتمتع اللجان الإسلامية بالمحافظات بسلطة محدودة على قضايا الوصاية والأسرة والزواج والطلاق.
بموجب المادة 44 من الدستور التايلندي المؤقت لعام 2014، يتمتع رئيس الوزراء وقائد المجلس الوطني للسلام والحفاظ على النظام بسلطة كاملة لأداء أي إجراء إداري وتشريعي وقضائي حسب الضرورة، وهو ما يعد قانونيًا ودستوريًا.

## الحكومة المحلية
تقسم التايلاند إلى 76 مقاطعة. تقوم وزارة الداخلية بتعيين المحافظين لجميع المحافظات.
تعتبر مدينة بانكوك الكبرى منطقة إدارية خاصة على نفس مستوى المقاطعة، لكن حاكم ينتخب شعبياً.

## التوعية الوطنية
في نوفمبر 2015، أطلقت الحكومة موقعًا إلكترونيًا متكاملًا تحت اسم "GovChannel" يحتوي على معلومات حول جميع الخدمات الحكومية. يتم تشغيله من قبل وزارة تكنولوجيا المعلومات والاتصالات والوكالة الفرعية التابعة لها، وهي وكالة تطوير الحكومة الرقمية (المعروفة سابقًا باسم وكالة الحكومة الإلكترونية).
تربط GovChannel المعلومات من أربعة مواقع حكومية أخرى.